# 1567
Il 1567 (MDLXVII in numeri romani) è un anno  del XVI secolo.

## Eventi
- Il navigatore spagnolo Alvaro de Mendaña scopre le Isole Salomone.
- Papa Pio V fonda il Collegio Ghislieri a Pavia.
- Pierluigi da Palestrina compone la Missa papae Marcelli.
- Gennaio – Gli spagnoli, sotto il comando del capitano Juan Pardo fondano nella terra dei nativi americani di Joara il forte San Juan, prima colonia europea nell'odierno stato della Carolina del Nord.
- 1º gennaio – Entra in vigore in Francia l'Editto di Roussillon (9 agosto 1564), per cui l'anno in questione inizia con il 1° gennaio.
- 15 giugno – Maria Stuarda viene sconfitta a Carberry Hill dai nobili scozzesi e poi imprigionata nel Castello di Lochleven in Scozia.
- 24 luglio – Maria Stuarda, regina di Scozia, abdica in favore del figlio Giacomo I, futuro re d'Inghilterra.
- 9 settembre – Il duca d'Alba, generale spagnolo, istituisce nei Paesi Bassi il Consiglio dei torbidi (o Tribunale del Sangue), con cui dà inizio ad una spietata e violenta repressione nei confronti dell'indipendentismo fiammingo.
- 29 settembre – Inizio della seconda guerra di religione in Francia per il fallito tentativo di cattura del re Carlo IX e di sua madre Caterina de' Medici da parte del Condé e del duca di Coligny a Meaux. Gli ugonotti conquistano diverse città (inclusa Orléans) e marciano su Parigi.
- 10 novembre – Battaglia di Saint-Denis – Anne de Montmorency, con 16 000 fedeli alla corona cade contro 500 ugonotti del Condé. Gli ugonotti resistono incredibilmente a lungo per diverse ore. Montmorency è ferito a morte.

## Nati

### Gennaio
- 4 gennaio - François d'Aguilon, matematico, fisico e architetto belga († 1617)
- 25 gennaio - Margherita d'Asburgo, nobile († 1633)

### Febbraio
- 12 febbraio - Thomas Campion, compositore, poeta e medico inglese († 1620)
- 12 febbraio - Carlo Emanuele di Savoia-Nemours, nobile († 1595)
- 13 febbraio - Vittorio Lupi, medico e letterato italiano († 1627)
- 24 febbraio - Enrico Matteo von Thurn-Valsassina, generale ceco († 1640)
- 28 febbraio - Eleonora de' Medici, duchessa italiana († 1611)

### Marzo
- 1º marzo - Nicolas Bergier, archeologo, storico e avvocato francese († 1623)
- 13 marzo - Jacob van Heemskerck, esploratore e ammiraglio olandese († 1607)
- 17 marzo - Akizuki Tanenaga, militare giapponese († 1614)
- 28 marzo - Thomas Fienus, medico svizzero († 1631)

### Aprile
- 15 aprile - Antonio Canal, politico italiano († 1650)

### Maggio
- 9 maggio - Giovanni Giorgio I di Anhalt-Dessau, principe († 1618)
- 9 maggio - Claudio Monteverdi, compositore italiano († 1643)
- 13 maggio - Pier Antonio Bernabei, pittore italiano († 1630)
- 13 maggio - Don Giovanni de' Medici, architetto e condottiero italiano († 1621)
- 21 maggio - Cosimo della Gherardesca, vescovo cattolico italiano († 1634)
- 25 maggio - Valtin Havenkenthal, poeta e scrittore tedesco († 1595)
- 26 maggio - Ban Naoyuki, generale e militare giapponese († 1615)

### Giugno
- 6 giugno - Pellegrino Bertacchi, vescovo cattolico italiano († 1627)

### Luglio
- 1º luglio - Carlo di Lorena, cardinale francese († 1607)
- 29 luglio - Giuseppe Ballo, teologo e letterato italiano († 1640)

### Agosto
- 10 agosto - Girolamo Giacobbi, compositore italiano († 1629)
- 21 agosto - Francesco di Sales, vescovo cattolico francese († 1622)
- 24 agosto - Girolamo Sanvitale, nobile italiano († 1612)

### Settembre
- 5 settembre - Date Masamune, militare giapponese († 1636)
- 8 settembre - Antonio da Pisticci, religioso italiano († 1642)

### Ottobre
- 4 ottobre - Marco Pio di Savoia, nobile († 1599)
- 10 ottobre - Caterina Michela d'Asburgo, nobile spagnola († 1597)
- 12 ottobre - Luigi Carafa della Stadera, IV principe di Stigliano, nobile italiano († 1630)

### Novembre
- 1º novembre - Diego Sarmiento de Acuña, diplomatico spagnolo († 1626)
- 7 novembre - Margherita Farnese, nobile italiano († 1643)
- 10 novembre - Robert Devereux, II conte d'Essex, militare inglese († 1601)
- 14 novembre - Maurizio di Nassau, nobile olandese († 1625)
- 16 novembre - Anna di Sassonia, nobildonna tedesca († 1613)
- 21 novembre - Anne de Xainctonge, religiosa francese († 1621)

### Dicembre
- 15 dicembre - Christoph Demantius, compositore, teorico della musica e poeta tedesco († 1643)
- 18 dicembre - Cornelio a Lapide, gesuita fiammingo († 1637)
- 18 dicembre - Tachibana Muneshige, militare giapponese († 1643)
- 21 dicembre - Johann Kaspar von Stadion, militare († 1641)

### Senza giorno specificato
- Abdul Ghafur Muhiuddin Shah di Pahang, sovrano malese († 1614)
- Yodogimi,  giapponese († 1615)
- Celso Adorno, religioso italiano († 1604)
- Olimpia Aldobrandini, nobildonna italiana († 1637)
- Lorenzo Allegri, compositore e liutista italiano († 1648)
- Angelino Medoro, pittore italiano († 1631)
- Arima Harunobu, militare giapponese († 1612)
- Adriaen Block, navigatore e mercante olandese († 1627)
- Abramo Bzovio, storico e religioso polacco († 1637)
- Costantino I di Cachezia, re († 1605)
- Bonifazio Caetani, cardinale e arcivescovo cattolico italiano († 1617)
- Antonio Circignani, pittore italiano
- Jacques Clément, religioso francese († 1589)
- Andrea Colomba, artista e decoratore svizzero († 1627)
- Fabio Colonna, naturalista e botanico italiano († 1640)
- Girolamo De Angelis, missionario e gesuita italiano († 1623)
- Alessandro Fracanzano, pittore italiano
- Alessio Gemignani, pittore italiano († 1651)
- Giulio Genoino, giurista e presbitero italiano († 1648)
- Ascanio Grandi, letterato, poeta e scrittore italiano († 1647)
- Pompeo Landulfo, pittore italiano († 1627)
- Carlo Felice Malatesta, condottiero italiano († 1634)
- Girolamo Marafioti, umanista, storico e presbitero italiano
- Camillo Mariani, scultore, pittore e architetto italiano († 1611)
- Giacomo Mascardi, tipografo italiano († 1634)
- Luca Matranga, scrittore e presbitero italiano († 1619)
- Elías Montalto, medico portoghese († 1616)
- Kobayakawa Hidekane, militare giapponese († 1601)
- Thomas Nashe, poeta, scrittore e drammaturgo inglese († 1601)
- Virginio Orsini, militare italiano († 1596)
- Philip Rosseter, compositore, liutista e impresario teatrale inglese († 1623)
- Francesco Sacrati, cardinale e arcivescovo cattolico italiano († 1623)
- Sanada Yukimura, militare giapponese († 1615)
- Desiderio Scaglia, cardinale e vescovo cattolico italiano († 1639)
- Torii Tadamasa, militare giapponese († 1628)
- Nicolas Vauquelin Des Yveteaux, poeta francese († 1649)
- Francesco Antonio Zimbalo, architetto italiano († 1631)
- Juan de Arguijo, poeta spagnolo († 1622)
- Samuel de Champlain, esploratore, cartografo e scrittore francese († 1635)
- Francisco de Álava y Nureña, militare spagnolo († 1625)

## Morti

### Gennaio
- 1º gennaio - Lucia Bertana, scrittrice e poetessa italiana (n. 1521)
- 8 gennaio - Jacobus Vaet, compositore fiammingo
- 17 gennaio - Sampiero Corso, mercenario e militare italiano (n. 1498)
- 23 gennaio - Jiajing, imperatore cinese (n. 1507)
- 26 gennaio - Nicholas Wotton, ambasciatore inglese (n. 1497)

### Febbraio
- 8 febbraio - Isabella Bresegna, nobildonna spagnola
- 10 febbraio - Enrico Stuart, Lord Darnley, re britannico (n. 1545)
- 20 febbraio - Estácio de Sá, ufficiale e esploratore portoghese (n. 1520)

### Marzo
- 4 marzo - Moussa Akari, patriarca cattolico libanese (n. 1482)
- 12 marzo - Margherita d'Asburgo (n. 1536)
- 13 marzo - Jan van Marnix, nobile olandese
- 18 marzo - Francesco Robortello, umanista italiano (n. 1516)
- 18 marzo - Salvatore da Horta, francescano e santo spagnolo (n. 1520)
- 31 marzo - Filippo I d'Assia (n. 1504)

### Aprile
- 9 aprile - Giovanni I di Waldeck, nobile tedesco

### Maggio
- 2 maggio - Marino Darsa, commediografo, poeta e drammaturgo dalmata (n. 1508)
- 3 maggio - Leonhard Paminger, compositore austriaco (n. 1495)
- 10 maggio - Juan Bautista de Toledo, architetto e architetto del paesaggio spagnolo (n. 1515)
- 15 maggio - Nicola Maria Caracciolo, vescovo cattolico italiano (n. 1512)
- 27 maggio - Fazio Gagini, scultore italiano (n. 1520)

### Giugno
- 3 giugno - Johann Oldendorp, giurista e giudice tedesco (n. 1486)
- 5 giugno - Mario Nizolio, umanista e filosofo italiano (n. 1488)
- 19 giugno - Anna di Brandeburgo, principessa (n. 1507)
- 29 giugno - Konrad von Boyneburg, condottiero tedesco (n. 1494)

### Luglio
- 14 luglio - Wolfgang II Griesstätter zu Haslach, presbitero austriaco (n. 1490)
- 22 luglio - Sigismondo II Gonzaga, condottiero italiano (n. 1530)

### Agosto
- 8 agosto - Ligier Richier, scultore francese (n. 1500)
- 15 agosto - Angelo Nicolini, cardinale e arcivescovo cattolico italiano (n. 1505)
- 18 agosto - Enea Vico, incisore e numismatico italiano (n. 1523)

### Settembre
- 15 settembre - Pier Francesco Foschi, pittore italiano (n. 1502)
- 28 settembre - Hans Steininger, politico austriaco (n. 1508)

### Ottobre
- 1º ottobre - Pietro Carnesecchi, umanista e funzionario italiano (n. 1508)
- 1º ottobre - Giulio Maresio, francescano italiano (n. 1522)
- 6 ottobre - Cristóbal de Oñate, esploratore spagnolo (n. 1504)
- 16 ottobre - Pieter de Corte, vescovo cattolico belga (n. 1491)
- 31 ottobre - Maria di Brandeburgo-Kulmbach, principessa tedesca (n. 1519)

### Novembre
- 4 novembre - Girolamo Priuli, mercante e politico italiano (n. 1486)
- 11 novembre - Claude de L'Aubespine, diplomatico francese (n. 1510)
- 12 novembre - Anne de Montmorency, militare e nobile francese (n. 1493)
- 13 novembre - Pedro de la Gasca, vescovo cattolico, diplomatico e generale spagnolo (n. 1493)

### Dicembre
- 25 dicembre - Sebastijan Krelj, scrittore, linguista e teologo sloveno (n. 1538)

### Senza giorno specificato
- Akagawa Motoyasu, militare giapponese
- Jacquet de Berchem, compositore fiammingo
- Antonio Blado, tipografo italiano (n. 1490)
- Domenico Brusasorzi, pittore italiano (n. 1516)
- Guido de Brês, teologo belga (n. 1522)
- John Byron, politico e nobile britannico (n. 1488)
- Costanza Rangoni, nobildonna italiana (n. 1495)
- Ghiselin Danckerts, compositore e teorico della musica olandese
- Robert Duval, alchimista francese (n. 1510)
- Germano di Kazan' e Svijažsk, religioso e santo russo (n. 1490)
- Gioacchino di Alessandria, arcivescovo ortodosso egiziano (n. 1448)
- Jan Sanders van Hemessen, pittore fiammingo
- Antoine Héroët, vescovo cattolico e scrittore francese (n. 1492)
- Kunz Lochner, tedesco (n. 1510)
- Pedro de Medina, cosmografo e cartografo spagnolo (n. 1493)
- Francesco Melzi, pittore italiano (n. 1491)
- Pietro Negroni, pittore italiano (n. 1505)
- Zofia Oleśnicka, poetessa e nobildonna polacca
- Gómez Pereira, filosofo e medico spagnolo (n. 1500)
- Giantommaso Pico della Mirandola, nobile e militare italiano (n. 1492)
- Juan Pérez de Pineda, scrittore spagnolo
- Alonso de Reinoso, spagnolo (n. 1518)
- Sebastiano Aragonese, pittore e antiquario italiano (n. 1510)
- Jakob Seisenegger, pittore austriaco (n. 1505)
- Shahghali, nobile (n. 1505)
- Michael Stifel, matematico tedesco (n. 1487)
- Anna Trastámara d'Aragona, nobile spagnola
- Bartholomäus Westheimer, teologo tedesco (n. 1499)
- Yan Song, funzionario cinese (n. 1480)
- Meliaduse II d'Este, vescovo cattolico italiano
- Bernardo I del Congo, re

## Calendario
| Calendario 1567 | Calendario 1567 | Calendario 1567 | Calendario 1567 | Calendario 1567 | Calendario 1567 | Calendario 1567 | Calendario 1567 | Calendario 1567 | Calendario 1567 | Calendario 1567 | Calendario 1567 | Calendario 1567 | Calendario 1567 | Calendario 1567 | Calendario 1567 | Calendario 1567 | Calendario 1567 | Calendario 1567 | Calendario 1567 | Calendario 1567 | Calendario 1567 | Calendario 1567 | Calendario 1567 | Calendario 1567 | Calendario 1567 | Calendario 1567 | Calendario 1567 | Calendario 1567 | Calendario 1567 | Calendario 1567 | Calendario 1567 | Calendario 1567 |
| --------------- | --------------- | --------------- | --------------- | --------------- | --------------- | --------------- | --------------- | --------------- | --------------- | --------------- | --------------- | --------------- | --------------- | --------------- | --------------- | --------------- | --------------- | --------------- | --------------- | --------------- | --------------- | --------------- | --------------- | --------------- | --------------- | --------------- | --------------- | --------------- | --------------- | --------------- | --------------- | --------------- |
|                 | 1               | 2               | 3               | 4               | 5               | 6               | 7               | 8               | 9               | 10              | 11              | 12              | 13              | 14              | 15              | 16              | 17              | 18              | 19              | 20              | 21              | 22              | 23              | 24              | 25              | 26              | 27              | 28              | 29              | 30              | 31              |                 |
| Gennaio         | Me              | Gi              | Ve              | Sa              | Do              | Lu              | Ma              | Me              | Gi              | Ve              | Sa              | Do              | Lu              | Ma              | Me              | Gi              | Ve              | Sa              | Do              | Lu              | Ma              | Me              | Gi              | Ve              | Sa              | Do              | Lu              | Ma              | Me              | Gi              | Ve              |                 |
| Febbraio        | Sa              | Do              | Lu              | Ma              | Me              | Gi              | Ve              | Sa              | Do              | Lu              | Ma              | Me              | Gi              | Ve              | Sa              | Do              | Lu              | Ma              | Me              | Gi              | Ve              | Sa              | Do              | Lu              | Ma              | Me              | Gi              | Ve              |                 |                 |                 |                 |
| Marzo           | Sa              | Do              | Lu              | Ma              | Me              | Gi              | Ve              | Sa              | Do              | Lu              | Ma              | Me              | Gi              | Ve              | Sa              | Do              | Lu              | Ma              | Me              | Gi              | Ve              | Sa              | Do              | Lu              | Ma              | Me              | Gi              | Ve              | Sa              | Do              | Lu              |                 |
| Aprile          | Ma              | Me              | Gi              | Ve              | Sa              | Do              | Lu              | Ma              | Me              | Gi              | Ve              | Sa              | Do              | Lu              | Ma              | Me              | Gi              | Ve              | Sa              | Do              | Lu              | Ma              | Me              | Gi              | Ve              | Sa              | Do              | Lu              | Ma              | Me              |                 |                 |
| Maggio          | Gi              | Ve              | Sa              | Do              | Lu              | Ma              | Me              | Gi              | Ve              | Sa              | Do              | Lu              | Ma              | Me              | Gi              | Ve              | Sa              | Do              | Lu              | Ma              | Me              | Gi              | Ve              | Sa              | Do              | Lu              | Ma              | Me              | Gi              | Ve              | Sa              |                 |
| Giugno          | Do              | Lu              | Ma              | Me              | Gi              | Ve              | Sa              | Do              | Lu              | Ma              | Me              | Gi              | Ve              | Sa              | Do              | Lu              | Ma              | Me              | Gi              | Ve              | Sa              | Do              | Lu              | Ma              | Me              | Gi              | Ve              | Sa              | Do              | Lu              |                 |                 |
| Luglio          | Ma              | Me              | Gi              | Ve              | Sa              | Do              | Lu              | Ma              | Me              | Gi              | Ve              | Sa              | Do              | Lu              | Ma              | Me              | Gi              | Ve              | Sa              | Do              | Lu              | Ma              | Me              | Gi              | Ve              | Sa              | Do              | Lu              | Ma              | Me              | Gi              |                 |
| Agosto          | Ve              | Sa              | Do              | Lu              | Ma              | Me              | Gi              | Ve              | Sa              | Do              | Lu              | Ma              | Me              | Gi              | Ve              | Sa              | Do              | Lu              | Ma              | Me              | Gi              | Ve              | Sa              | Do              | Lu              | Ma              | Me              | Gi              | Ve              | Sa              | Do              |                 |
| Settembre       | Lu              | Ma              | Me              | Gi              | Ve              | Sa              | Do              | Lu              | Ma              | Me              | Gi              | Ve              | Sa              | Do              | Lu              | Ma              | Me              | Gi              | Ve              | Sa              | Do              | Lu              | Ma              | Me              | Gi              | Ve              | Sa              | Do              | Lu              | Ma              |                 |                 |
| Ottobre         | Me              | Gi              | Ve              | Sa              | Do              | Lu              | Ma              | Me              | Gi              | Ve              | Sa              | Do              | Lu              | Ma              | Me              | Gi              | Ve              | Sa              | Do              | Lu              | Ma              | Me              | Gi              | Ve              | Sa              | Do              | Lu              | Ma              | Me              | Gi              | Ve              |                 |
| Novembre        | Sa              | Do              | Lu              | Ma              | Me              | Gi              | Ve              | Sa              | Do              | Lu              | Ma              | Me              | Gi              | Ve              | Sa              | Do              | Lu              | Ma              | Me              | Gi              | Ve              | Sa              | Do              | Lu              | Ma              | Me              | Gi              | Ve              | Sa              | Do              |                 |                 |
| Dicembre        | Lu              | Ma              | Me              | Gi              | Ve              | Sa              | Do              | Lu              | Ma              | Me              | Gi              | Ve              | Sa              | Do              | Lu              | Ma              | Me              | Gi              | Ve              | Sa              | Do              | Lu              | Ma              | Me              | Gi              | Ve              | Sa              | Do              | Lu              | Ma              | Me              |                 |